# Jan van Beveren
Jan van Beveren (Amsterdam, 5 marzo 1948 – Beaumont, 26 giugno 2011) è stato un calciatore olandese.

## Biografia
Figlio dell'atleta e giornalista Wil van Beveren, Jan van Beveren crebbe nelle giovanili dell'Emmen, in cui rimase fino al 1965, anno in cui si trasferì allo Sparta Rotterdam, squadra in cui vinse, al suo anno d'esordio, la KNVB beker. Al 1967 risale invece la sua prima convocazione in nazionale, a cui seguiranno altre 31 presenze fino al 1977.
Nel 1970 van Beveren fu acquistato dal PSV in cui giocò per dieci anni collezionando 292 presenze e vincendo tre campionati olandesi, due Coppe d'Olanda e una Coppa UEFA nel 1978. Durante la sua militanza nel PSV, van Beveren sfiorò la convocazione ai mondiali del 1974, venendogli poi preferito Jan Jongbloed.
Nel 1980 van Beveren approdò alla NASL andando a giocare nelle file del Fort Lauderdale Strikers, squadra in cui militò fino al 1983, anno in cui si trasferì nel Dallas Sidekicks dove concluse la carriera due anni dopo.
Al termine della carriera si è stabilito in Texas, dove è deceduto nel 2011 all'età di 63 anni.

## Palmarès

### Club

#### Competizioni nazionali
- Campionato olandese: 3

PSV Eindhoven: 1974-1975, 1975-1976, 1977-1978
- Coppa dei Paesi Bassi: 2

Sparta Rotterdam: 1965-1966
PSV Eindhoven: 1973-1974, 1975-1976

#### Competizioni internazionali
- Coppa UEFA: 1

PSV Eindhoven: 1977-1978